# Duivenslag

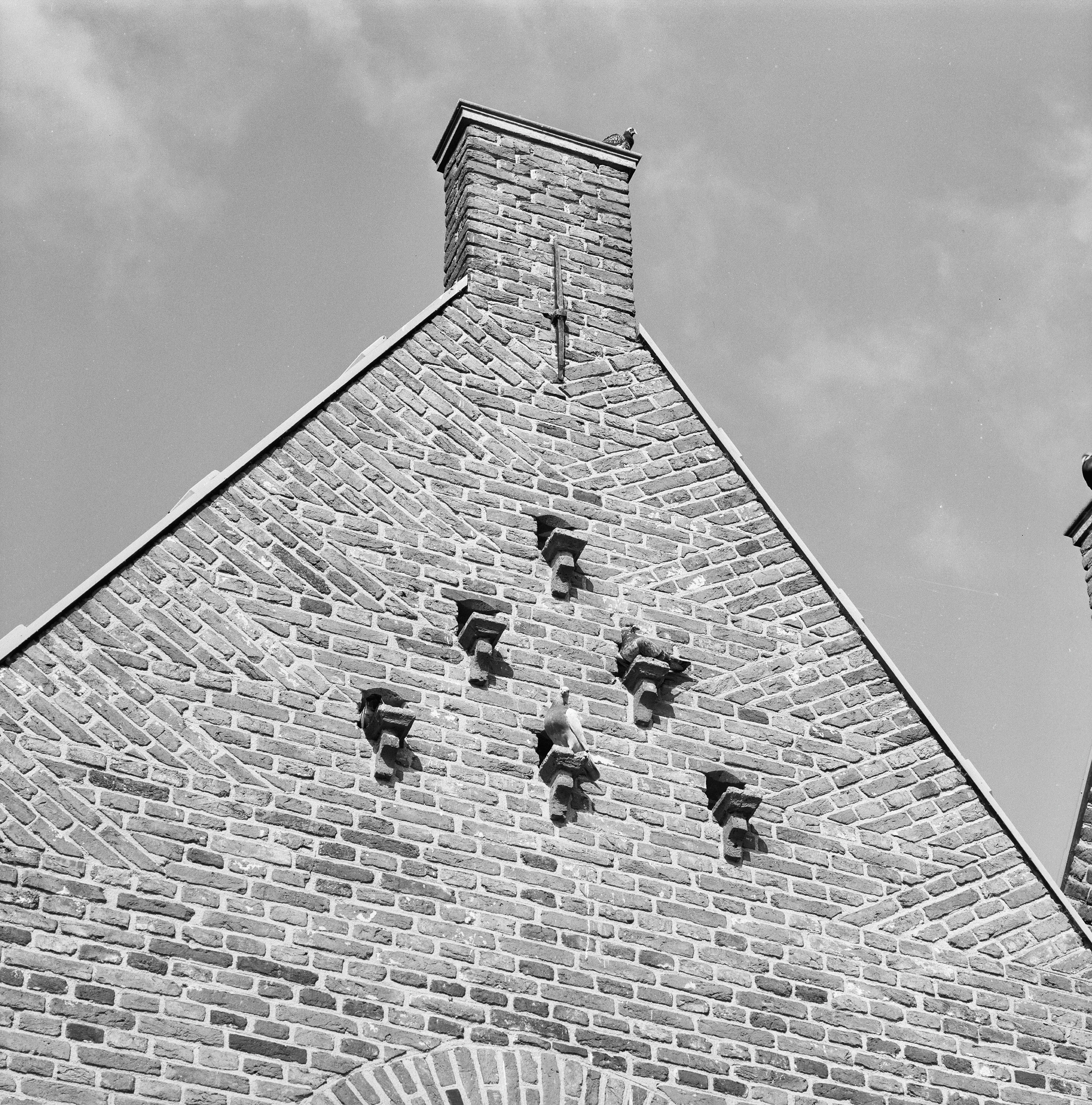
Duivenslag

Een duivenslag is een sluiting voor een duiventil waarmee duiven er wel in kunnen via het vlieggat, maar er niet meer uit.

## Achtergrond
Dergelijke behuizingen waren populair van de 16e tot de 18e eeuw bij steenhuizen, kloosters en kerken in West-Europa. Later verschenen ze in navolging van de adel ook bij sommige herenboeren. Het recht op duivenslag was in verband met de overlast van de duiven op de landerijen vanaf de 13e eeuw gebonden aan grondbezit (een heerlijk recht), waardoor ze alleen door adel, boeren en geestelijkheid konden worden gehouden.
Er waren duivenslagtillen (op palen), duivenslagtorens (boven in een toren, zie ook duiventoren), duivenslagpoorten (boven op een poort) en duivenslagen op zolders van gebouwen (boerenschuren, torens ed.). De til moest altijd hoog staan omdat de duiven rust nodig hadden en diende voldoende ruimte te bieden voor nestelen en voortplanting. De duiven konden naar binnen via de vlieggaten die geplaatst waren in de voor- en achtergevel (in Friesland gibbengaten genoemd; gib is Fries voor een halfwilde duif) of soms in de zijgevel. In enkele gevallen werden de vlieggaten geplaatst in het pannendak bovenop (Fries: gibbeflecht).
Een duivenslag vormde een soort van prestige voor de eigenaar. De duivenhouderij was in die tijd echter vooral gericht op de consumptie van duiven, die als delicatesse werden gezien. Met name in de winter, als vers rund- en varkensvlees moeilijk te krijgen was, vormde duivenvlees een welkome aanvulling op het menu.
Gedurende het einde van de 18e eeuw en in de 19e eeuw verdwenen de meeste steenhuizen en daarmee ook de meeste duivenslagen.

## Duivenslagpoort
Een bekend voorbeeld van toepassing is de duivenslagpoort of duivenpoort: een poort waarin de duiventil boven de poort werd gemetseld of als houten duivenhok met zadeldak (in Groningen Doefkast genoemd) over de hele breedte erbovenop werd geplaatst. Een duivenslagpoort stond meestal op een dam in de gracht aan de achterzijde van het hoofdgebouw, zodat de duiven altijd water hadden. De versiering van duivenslagpoorten is vaak niet uitbundig, maar vaak is er wel een wapensteen van de familie van het steenhuis aangebracht. De bekendste Nederlandse duivenslagen stonden bij de Friese stinsen en de Groningse borgen. Door de geringe aandacht zijn er hiervan slechts een paar bewaard gebleven.

### Lijst van bestaande duivenslagpoorten

#### Groningen
| Gebouw | Plaats                  | Jaar     | Afbeelding |
| --- | ----------------------- | -------- | ---------- |
| Verhildersum (tot 1973 bij boerderij Boelsemaweerd, Hemert) | Leens                   | ca. 1800 |            |
| Boerderij Dinghweer | Hemert                  |          |            |
| Boerderij Vinckersum | Schildwolde             | 1659     |            |
| Verdwenen. Stond tot een brand in 1932 bij de boerderij Op ter Borg bij Wirdum (waar eerder, in 1779, zelfs 2 poorten stonden) en werd vervolgens overgebracht naar (de oude ingang van) het Nederlands Openluchtmuseum in Arnhem. In 1970 werd de poort afgebroken. | Wirdum (oorspronkelijk) |          |            |

#### Friesland
| Gebouw                                                        | Plaats    | Jaar | Afbeelding |
| ------------------------------------------------------------- | --------- | ---- | ---------- |
| Jongema State                                                 | Rauwerd   | 1603 |            |
| Uniastate                                                     | Beers     | 1616 |            |
| Heringastate/Poptaslot (gibbeflechten rechts onder dakpannen) | Marssum   | 1600 |            |
| Sjuxmastate                                                   | Waaxens   | 1604 |            |
| Groot Deersum                                                 | Achlum    | 1658 |            |
| Liauckama State                                               | Sexbierum | 1604 |            |